# Вітостовицький замок
Вітостовицький замок (пол. Zamek w Witostowicach, нім. Schloss Schönjohnsdorf) — замок на воді, побудований у першій половині XIV століття у селі Вітостовиці у гміні Зембіце Зомбковицького повіту Нижньосілезького воєводства у Польщі.

## Історія

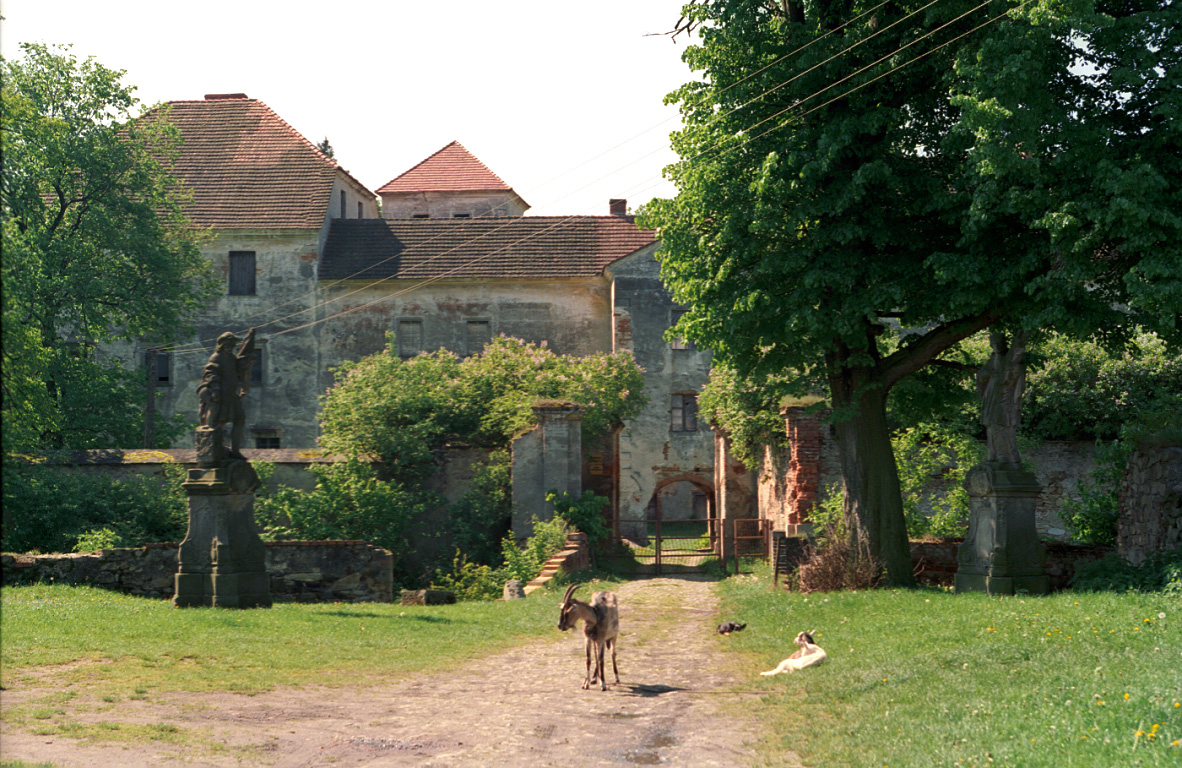
Вхід до замка

Спочатку замок складався з житлового будинку, каплиці, вежі, господарських споруд та був оточений мурами та ровом. Замок кілька разів перебудовували у XVI та XVII століттях. Так, він набув в основі правильної форми, схожої на квадрат. Всередині замку розташовані житлові та господарські будівлі, що складаються з трьох крил, оточених ровом. З четвертої сторони подвір'я замку замикає куртиновий мур, який з обох кінців завершують круглі вежі. До замку прилягає парк, який теж оточують мури. Замок має подвійний рів: зовнішній і внутрішній, які розділені земляним валом з бастеями. На партері середнього крила замку знаходиться відреставрована ренесансна замкова каплиця.  